# やませ蔵美術館
やませ蔵美術館（やませぐらびじゅつかん）は、かつて山形県長井市にあった私設美術館。

## 概要
江戸時代より続いていた紬問屋である山清の屋敷内にある5つの蔵を開放した美術館である。美術館の名前にもなっているやませ蔵は明治時代に建てられた蔵々である。敷地内には水路もある。
月曜日 - 木曜日が原則休館日で、冬季を始め営業をしていない月が多く、1年を通し開館をしている日が非常に少ない美術館であった。
2019年5月31日をもって閉館した。

## 主な展示品
- 最上川舟運による京都や大阪からの移入品、明治期からの紬織物
- 大正・昭和の書画や陶器・漆器
- 紬問屋と長井紬に関係する貴重な資料

これらを開期毎のテーマに合わせて展示していた。

## 利用案内
- 入館料 　 
  - 一般  500 (400)
  - 高校生・大学生　300（250）
  - 小学生・中学生 100（80）
- (　)内は20名以上の団体料金
- 身体障害者手帳の交付を受けている方は半額

- アクセス
  - 山形鉄道フラワー長井線長井駅より徒歩10分。
  - 山形鉄道フラワー長井線長井南駅より徒歩7分。

駐車場あり（普通車10台）

## 周辺
- 白つつじ公園